# Tephrosia delestangii
Tephrosia delestangii är en ärtväxtart som beskrevs av Leslie Pedley. Tephrosia delestangii ingår i släktet Tephrosia och familjen ärtväxter. Inga underarter finns listade i Catalogue of Life.